# Nerodia rhombifer
Espèce
Synonymes
- Coluber rhombifer Hallowell, 1852
- Natrix rhombifera (Hallowell, 1852)
- Natrix rhombifera blanchardi Clay, 1938
- Natrix rhombifera werleri Conant, 1953

Statut de conservation UICN

 LC  : Préoccupation mineure
Nerodia rhombifer est une espèce de serpents de la famille des Natricidae.

## Répartition
Cette espèce se rencontre :
- aux États-Unis dans les États du Texas, de l'Oklahoma, du Kansas, de la Louisiane, de l'Arkansas, du Missouri, du Mississippi, de l'Alabama, de l'Illinois, dans le sud-ouest de l'Indiana et dans l'ouest du Tennessee ;

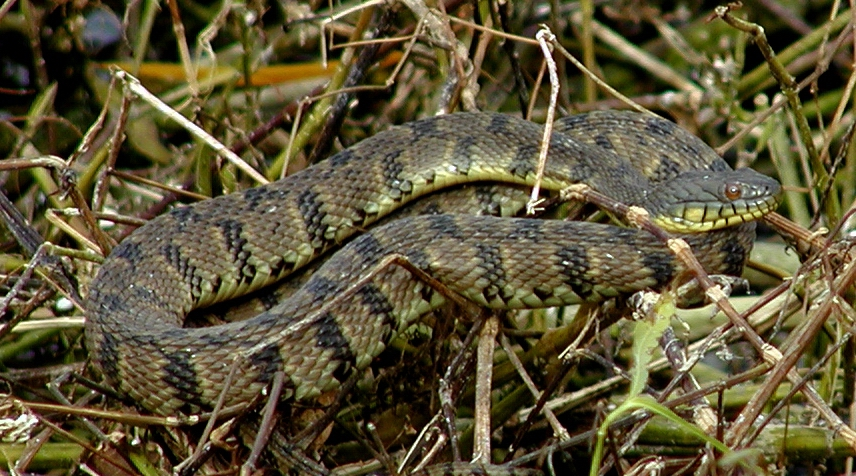

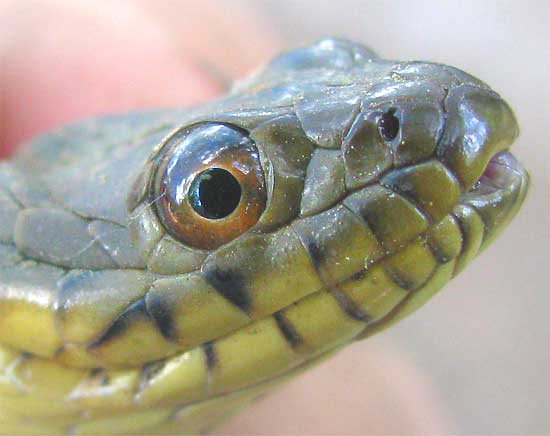

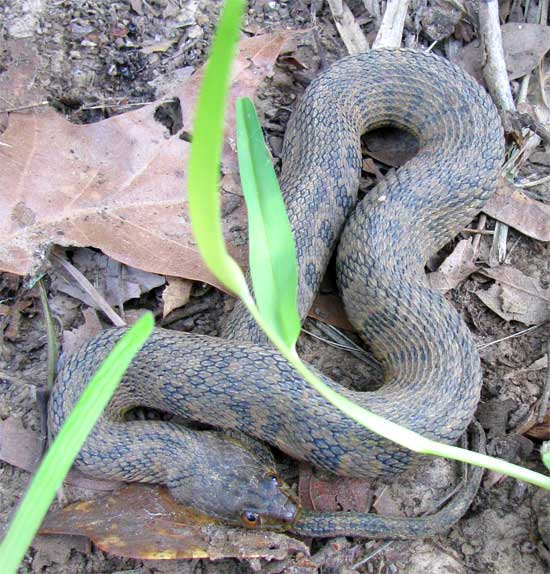

- au Guatemala ;
- au Belize ;
- au Mexique.

## Liste des sous-espèces
Selon The Reptile Database (10 septembre 2013) :
- Nerodia rhombifer blanchardi (Clay, 1938)
- Nerodia rhombifer rhombifer (Hallowell, 1852)
- Nerodia rhombifer werleri (Conant, 1953)

## Publications originales
- Clay, 1938 : A new water snake of the genus Natrix from Mexico. Annals of the Carnegie Museum, vol. 27, p. 251-255.
- Conant, 1953 : Three new water snakes of the genus Natrix from Mexico. Natural History Miscellanea, no 126, p. 1-9.
- Hallowell, 1852 : Descriptions of new species of reptiles inhabiting North America. Proceedings of the Academy of Natural Sciences of Philadelphia, vol. 6, p. 177-182 (texte intégral).